# Панчо Владіґеров
Панчо Хараланов Владіґеров (болг. Панчо Владигеров)(13 березня 1899 , Цюрих  — 8 вересня 1978 , Софія ) — болгарський композитор-піаніст. Диригент, музичний педагог.

## Біографія
Владіґеров народився у Швейцарії у єврейсько-болгарській родині. Раннє дитинство він провів в одному з культурних центрів Болгарії — місті Шумен. Музичну освіту здобув у Софії, де його викладачами були Гайнріх Візнер з Чехії та духовний композитор Добрі Христов. Вищу музичну освіту (1922) — у Німеччині, у Берліні, після строкової служби у болгарській царській армії.
Ще будучи студентом досягнув помітних х успіхів на міжнародних конкурсах піаністів. У цей же час працював диригентом оркестру Театрі Макса Райнхарда у Берліні, з яким почав виконувати свої перші композиції (зокрема, на вірш Пенчо Славейкова).
У 1920-тих роках, коли композитор був у Німеччині, створив Концерт № 1 для фортепіано і Концерт для скрипки — перший в історії болгарської класичної музики. Тоді ж з'явилася знаменита рапсодія «Вардар», фрагмент з якої став позивним Болгарського національного радіо. 1932 року Владіґеров повертається до Болгарії — це був час, коли країна перебувала у міжнародній ізоляції, а в Німеччині розгорталося полювання на євреїв. У Софії композитор отримав солідну посаду у Болгарській державній консерваторії, де й працював останні 40 років — аж до совєцької окупації та встановлення комуністичного режиму.
У Шумені, в рідному домі Владіґерова, влаштовано його меморіальний музей. Там же відбуваються національні конкурси молодих болгарських піаністів.